# John Lewis
John Robert Lewis (Troy, 21 de fevereiro de 1940 — Atlanta, 17 de julho de 2020) foi um líder do movimento por direitos civis e político americano. Foi membro da Câmara dos Representantes dos Estados Unidos pelo 5.° distrito congressional da Geórgia desde 1987. O distrito que ele representava inclui três quartos de Atlanta.
Lewis, como presidente do Student Nonviolent Coordinating Committee (SNCC), foi um dos "Seis Grandes" líderes de grupos que organizaram a Marcha sobre Washington de 1963, desempenhou muitas funções-chaves no Movimento dos Direitos Civis e nas ações para terminar com a segregação racial legalizada nos Estados Unidos. Membro do Partido Democrata, Lewis fez parte da liderança Democrata da Câmara dos Representantes dos EUA.
Lewis foi premiado com diversos graus honoríficos e ganhou vários prêmios de instituições nacionais e internacionais eminentes, incluindo a mais alta honraria civil nos Estados Unidos, a Medalha Presidencial da Liberdade.

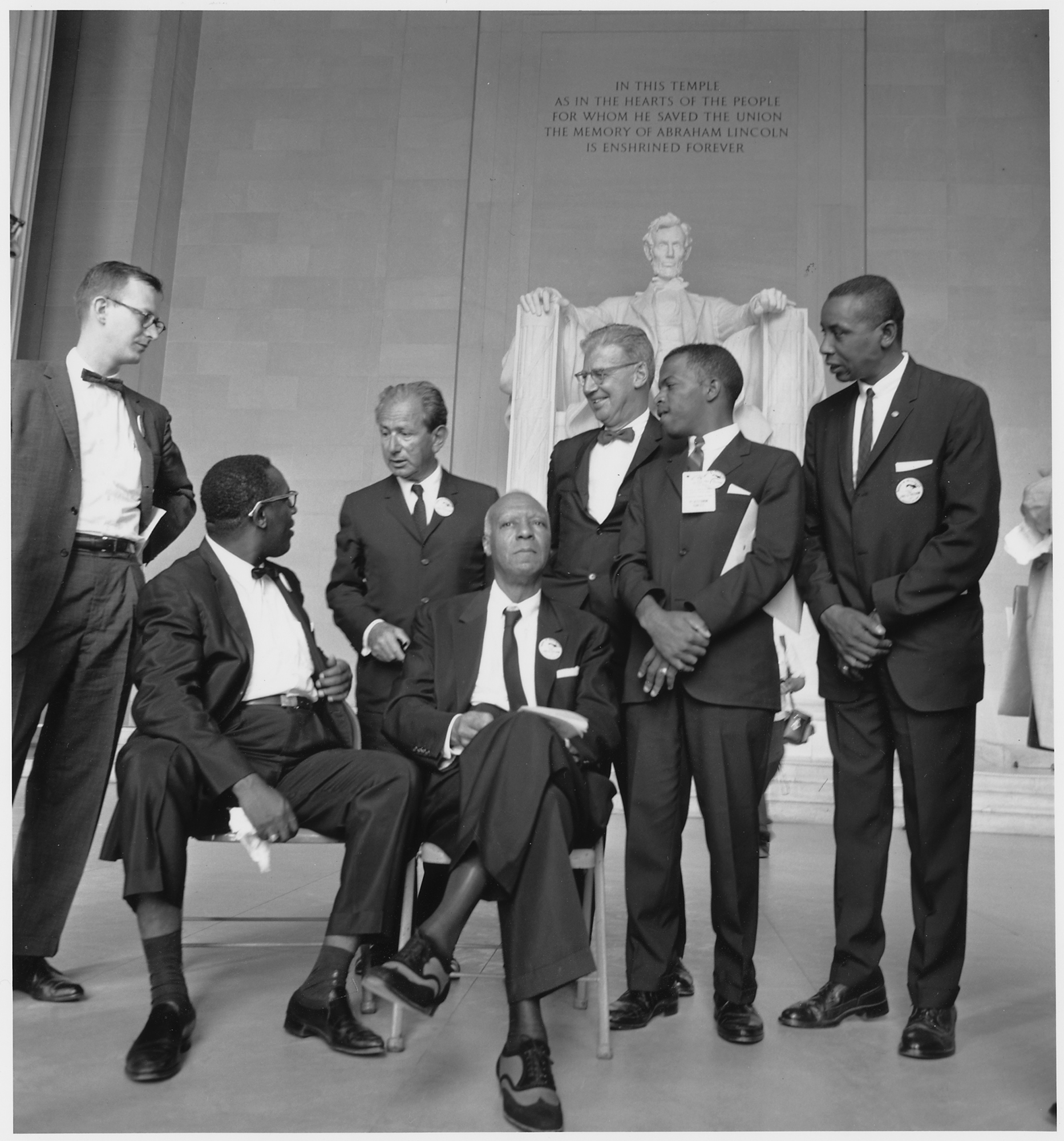
Líderes da Marcha em Washington, 1963. Lewis é o segundo da direita.

## Início da vida
John Lewis nasceu em Troy, no estado do Alabama, o terceiro filho de Willie Mae (nascida Carter) e Eddie Lewis. Seus pais eram meeiros. Lewis cresceu em Pike County, Alabama. Ele tem vários irmãos, inclusive os irmãos Edward, Conceder, Freddie, Sammy, Adolph, e William, e irmãs chamado de Ethel, Rosa, e Ora. Lewis tinha visto apenas duas pessoas brancas em sua vida até os seis anos de idade. Ele foi educado na Pike County Training High School, Brundidge, Alabama, e também a American Baptist Theological Seminary e no Fisk University, ambas em Nashville, Tennessee, onde ele se tornou uma liderança de protestos. Enquanto estudante, ele foi convidado pelos pastores James Lawson e Rev. Kelly Miller Smith para participar em oficinas de não-violência realizadas no porão da Igreja Metodista Unida Memorial Clark. Lá ele se tornou um dedicado seguidor da disciplina e da filosofia da não-violência, que ele ainda pratica.
Aos 21 anos, ajudou a fundar o "Viajantes da Liberdade" (em inglês: Freedom Riders), um movimento que lutava pelos direitos civis dos negros nos anos 60.
Em 7 de março de 1965, em uma manifestação pacífica contra o racismo, Lewis quase foi morto pelos policiais, depois de que teve seu crânio perfurado, tal acontecimento foi registrado por câmeras de televisão. Aquele dia ficou conhecido como "Domingo Sangrento". Diante da repercussão, dois meses depois, foi aprovada a Lei dos Direitos de Voto de 1965.
Nas eleições de 1986, Lewis conseguiu seu primeiro cargo político no Congresso americano, ao derrotar o senador Julian Bond, outro defensor dos direitos civis.
Em 17 de julho de 2020, morreu aos 80 anos de câncer de pâncreas.